# Erwin Lahousen
Erwin Heinrich René Lahousen Edler von Vivremont (ur. 25 października 1897 w Wiedniu, zm. 24 lutego 1955 w Innsbrucku) – austriacki wojskowy, uczestnik I wojny światowej, kierownik Wydziału II niemieckiego wywiadu i kontrwywiadu wojskowego Abwehry (niem. Abwehr) (1939–1943). Zaufany współpracownik admirała Wilhelma Canarisa, członek antynazistowskiego ruchu oporu, jeden z uczestników nieudanej próby zamachu na Hitlera 13 marca 1943. Wysłany na front wschodni w 1943, by odbyć sześciomiesięczny okres próbny, niezbędny do uzyskania stopnia generała. Został odesłany do rezerwy oficerskiej (niem. Führerreserve) wskutek odniesionych ran – wolny od podejrzeń o udział w zamachu na życie Hitlera (20 lipca 1944) uniknął aresztowania i śmierci.
Jako jeden z niewielu członków Widerstandu w Abwehrze ocalałych po akcji 20 lipca, został powołany na świadka koronnego w procesie nazistów przed trybunałem w Norymberdze; zeznawał przeciwko oskarżonym o zbrodnie wojenne.

## Życiorys

### Rodzina
Ród Lahousenów wywodzi się z Westfalii. Członkowie tej rodziny pełnili funkcje rajców miejskich w Osnabrück. Przodkowie Erwina osiedlili się w Verden (Aller) nad rzeką Aller, a w XVII w. przenieśli się do Austrii. Pradziadek Erwina, Friedrich Christian, po zdobyciu Belgradu w 1789 osiadł w Linzu, gdzie otrzymał prawo przynależności (niem. Heimatberechtigung). W 1880 Lahousenom nadano szlachectwo austriackie. Ojciec Erwina, Wilhelm Carl (1853–1921) w czasie służby w c. i k. Armii został mianowany na stopień marszałka polnego porucznika. Sam Erwin był ósmym z rzędu członkiem rodu, który wybrał karierę w armii.

### I wojna światowa
Po ukończeniu czterech klas gimnazjum, trzech latach w wojskowej szkole średniej w Mährisch-Weißkirchen i dwóch latach w Terezjańskiej Akademii Wojskowej (niem. Theresianische Militärakademie, TherMilAk) w Wiener Neustadt, 18 sierpnia 1915 został wcielony w stopniu podporucznika do Górnoaustriackiego Pułku Piechoty Nr 14 w Linzu, którym w latach 1898–1903 dowodził jego ojciec. Sam Lahousen preferował przydział do wojsk kawalerii, którego jednak nie otrzymał, pomimo zabiegów ojca u najwyższych władz.
Pomimo licznych ciężkich obrażeń, Lahousen spędził cały okres I wojny światowej na wschodnim odcinku frontu włoskiego. 25 maja 1916 brał udział w szturmie na Monte Cimone, podczas którego został postrzelony (kula przebiła płuco). Życie uratowała mu operacja, przeprowadzona przez słynnego austriackiego chirurga Antona Eiselsberga. Lahousen, nie czekając na całkowite wyleczenie rany, szukał przydziału na front. 1 maja 1917 został awansowany na stopień porucznika. Brał udział w jedenastej bitwie nad Isonzo (19 sierpnia–12 września 1917), walcząc m.in. pod Monte San Gabriele.
8 września 1917 wskutek zatrucia gazem zachorował na zapalenie płuc, którego wyleczenie było niezmiernie trudne i długotrwałe. W 1918 na własne życzenie wrócił na linię frontu, dołączając do 50 Dywizji Piechoty. W tym roku jego oddziałem macierzystym był nadal Pułk Piechoty Nr 14.
Za zasługi na polu bitwy został odznaczony Krzyżem Zasługi Wojskowej z dekoracją wojenną i mieczami (niem. Militärverdienstkreuz mit Schwertern und Kriegsdekoration), Krzyżem Wojskowym Karola (niem. Karl-Truppenkreuz), medalem zasłużonych oraz heskim medalem za waleczność. Jego intensywne doświadczenia wojenne sprawiły, że Lahousen stał się zdeklarowanym przeciwnikiem wojen i od początku odrzucał wojenną politykę Hitlera.
Po zakończeniu wojny udał się wraz ze swoją dywizją do Wiednia, co pozwoliło mu uniknąć włoskiego internowania. Biorąc pod uwagę klęskę austriacko-węgierską w wyniku rozejmu w Villa Giusti zawartego pod koniec wojny 3 listopada 1918, marsz Lahousena do Wiednia może być oceniany jako wyjątkowe osiągnięcie.

### Republika Niemiecko-Austriacka (niem.Deutschösterreich)
Od stycznia 1919 do 1920 Lahousen służył w pierwszej prowizorycznej armii Republiki Niemiecko-Austriackiej, jako komendant magazynu-strażnicy w Korneuburgu i Kaiserebersdorfie. 25 października 1920 złożył przysięgę w armii zawodowej pierwszej republiki i został przeniesiony od 30 maja 1921 do Linzu a od 1922 do Freistadt. 25 lutego 1922 Lahousen poślubił Margarethę Idę Marię Roth – córkę generalobersta Josefa von Roth-Limanowa-Lapanów (1859–1927).
1 maja 1925 w uznaniu zasług podczas I wojny światowej otrzymał awans na stopień kapitana. W 1929 ukończył wojskowy kurs psychotechniczny, a w 1930 rozpoczął trzyletnie szkolenie oficerskie. W 1933 awansował na stopień majora. Po okresie próbnym, 1 stycznia 1935 został przeniesiony do ministerstwa obrony, gdzie do 1938 kierował służbą wywiadowczą, zajmując się kooperacją ze służbą niemiecką i na zlecenie Niemców koncentrując się głównie na działalności na terenie Czechosłowacji. 8 czerwca 1935 otrzymał awans na stopień podpułkownika. W trakcie współpracy z wywiadem niemieckim poznał Wilhelma Canarisa i Helmutha Groscurtha.

### Abwehra i antynazistowski ruch oporu
Po przyłączeniu Austrii do III Rzeszy Lahousen został ściągnięty przez kierownictwo Abwehry do Berlina. Canaris miał go poprosić: 

Sprowadź mi Austriaków, ale żadnych z Marchii Wschodniej.

Polecenie Canarisa – rozumiane jako zakaz sprowadzenia współpracowników popierających nazistów (13 marca 1938 Austria została przyłączona do III Rzeszy jako Marchia Wschodnia (niem. Ostmark) a w przeprowadzonym 10 kwietnia 1938 referendum 99,73% głosujących opowiedziało się za przyłączeniem Austrii do Niemiec) – mogło posłużyć wcieleniu do Abwehry znajomych Lahousena, którzy ze względu na żydowskie pochodzenie byli narażeni na prześladowania w nazistowskiej Marchii Wschodniej (np. Fritza Baura czy Kurta Fechnera) czy przedstawicieli starych austriackich rodów szlacheckich (Arenberg, Thun-Hohenstein), którzy posiadali dobre kontakty w państwach inwigilowanych przez wywiad niemiecki, m.in. na Węgrzech czy w Polsce.

W lipcu 1938 Lahousen został zastępcą Hansa Piekenbrocka, kierownika wydziału I Abwehry, by od 1 stycznia 1939 objąć kierownictwo wydziału II zajmującego się sabotażem i dywersją. Wtedy też, na prośbę Canarisa, który prowadził dziennik, Lahousen zaczął sporządzać notatki i przekazywać je Canarisowi. Według Lahousena, Canaris miał się następująco wypowiedzieć o celu prowadzonego przez siebie dziennika: 

Celem i intencją tego dziennika jest ukazanie pewnego dnia narodowi niemieckiemu i światu przywódców, którzy obecnie decydują o losie swojego narodu.

Lahousen notował codziennie otrzymywane rozkazy, a także te wydawane przez niego samego. Oprócz niego podobne zapiski prowadził jeszcze jeden wysoki rangą pracownik Abwehry – Canaris miał do nich powiedzieć: 

Zapisujcie to, moi Panowie. Będziecie się musieli kiedyś z tego tłumaczyć.

 Lahousen pisał m.in. o wybuchu wojny z Polską, mordach SS i Einsatzgruppen na tyłach frontu, złym traktowaniu jeńców sowieckich i ludności cywilnej, zabójstwach zlecanych Abwerze przez Hitlera. Fragmentarycznie zachowane zapiski stanowią unikalne źródło historyczne. Obecnie znajdują się w narodowym archiwum w Waszyngtonie.
Według Lahousena protesty członków Abwehry przeciwko zbrodniczej działalności nazistów podnoszone w trakcie licznych zebrań głównych przywódców były ignorowane, np. podczas spotkania z Hitlerem 12 września 1939 na konferencji w Jełowej Canaris ostrzegał przed eksterminacją polskiej inteligencji.
W 1941 i w 1942-43 Lahousen był zaangażowany u boku Canarisa w sabotaż operacji Feliks (niem. Unternehmen Felix), której celem było zdobycie Gibraltaru, by uzyskać kontrolę nad połączeniem Atlantyku z Morzem Śródziemnym. Lahousen wraz z Wesselem Freytagiem von Loringhovenem towarzyszył również Canarisowi podczas pobytu we Włoszech, by ostrzec władze włoskie przed operacją Alarich (niem. Unternehmen Alarich), której celem miało być rozbrojenie wojsk włoskich wobec oczekiwanej kapitulacji Włoch.
Canaris i Lahousen zdecydowali się aktywnie wspierać przygotowania zamachu na Hitlera. 7 marca 1943 Lahousen wraz z Hansem von Dohnanyi i Hansem Osterem towarzyszył Canarisowi podczas wyjazdu do kwatery głównej Grupy Armii „Środek” w Smoleńsku. Udało im się zabrać skrzynkę brytyjskich materiałów wybuchowych wraz z bezgłośnym zapalnikiem w celu przeprowadzenia zamachu na Hitlera. Pułkownik Henning von Tresckow i porucznik Fabian von Schlabrendorff spreparowali dostarczony materiał w taki sposób, że wyglądał jak pakiet z dwoma butelkami koniaku. 13 marca 1943 Schlabrendorff przekazał pakunek – jako przesyłkę dla podpułkownika Hellmutha Stieffa – niewtajemniczonemu pułkownikowi Brandtowi, który leciał w jednym samolocie z Hitlerem powracającym z inspekcji wojsk do kwatery Wilczy Szaniec. Eksplozja miała nastąpić nad Mińskiem. Zamach nie powiódł się jednak z przyczyn technicznych – pakunek znajdował się w ładowni, gdzie było najprawdopodobniej zbyt zimno, by doszło do wybuchu ładunku.
Lahousen, jako pułkownik w Sztabie Generalnym (niem. Oberst d.G.), by otrzymać stopień generalski, musiał odbyć półroczny okres próbny na froncie – stąd nie mógł dalej angażować się w działalność opozycyjną w Berlinie. 1 sierpnia 1943 przekazał kierownictwo wydziału II pułkownikowi Wesselowi Freytagowi von Loringhovenowi, opozycjoniście związanym z Clausem von Stauffenbergiem i późniejszemu uczestnikowi spisku przygotowującego zamach na życie Hitlera 20 lipca 1944. Na froncie wschodnim Lahousen dowodził kolejno 96. (Grenadier-Regiment 96) oraz 4. pułkiem grenadierów (Grenadier-Regiment 4), a następnie stacjonującym w Marnowie nad Donem 41. pułkiem strzelców (Jäger-Regiment 41(L)). 19 lipca 1944, podczas zaciętych walk Lahousen został poważnie ranny. Będąc niezdolnym do walki na froncie, 1 sierpnia 1944 został przeniesiony do rezerwy oficerskiej (niem. Führerreserve). Został odznaczony Krzyżem Żelaznym I Klasy (niem. Eisernes Kreuz Erster Klasse) oraz złotym Krzyżem Niemieckim (niem. Deutsches Kreuz in Gold). 1 stycznia 1945 otrzymał stopień generała brygady (Generalmajor). Ani Gestapo, ani Sicherheitsdienst nie podejrzewały go o działalność opozycyjną.

### Międzynarodowy Trybunał Wojskowy w Norymberdze
Bezpośrednio po zakończeniu wojny, w maju 1945 Lahousen został internowany przez Amerykanów. Od sierpnia do grudnia 1946 był przetrzymywany przez brytyjskie tajne służby wywiadowcze. Większość czasu spędził jednak w lazarecie.

30 listopada 1945 zeznawał przed trybunałem w Norymberdze w głównym procesie czołowych nazistów. W pozostałych procesach nie brał udziału. W rozmowie z amerykańskim psychologiem więziennym Gustavem M. Gilbertem podkreślał: 

Muszę zeznawać w imieniu wszystkich, których oni zamordowali – jestem jedynym, który przeżył. (Jedynym, który mógł przekazać prawdziwe informacje).

Jego zeznania koncentrowały się na zbrodniczej działalności nazistów podczas wojny, szczególnie na wschodzie, oraz na złym traktowaniu milionów radzieckich jeńców wojennych (w lutym 1942 wskutek złego traktowania z ponad trzech milionów internowanych żołnierzy radzieckich pozostało przy życiu w obozach mniej niż pół miliona). Lahousen dostarczył także szczegółowych informacji na temat zabójstw zlecanych Abwerze, m.in. rozkazu zabicia francuskich generałów Weyganda i Girauda. Podał również szczegóły niemieckiej prowokacji w Gliwicach. Zeznawał pod przysięgą, a jego świadectwo pozostaje jednym z najważniejszych źródeł austriackich o zbrodniach popełnionych podczas II wojny światowej.

### Lata powojenne
Po zwolnieniu z więzienia amerykańskiego, Lahousen wrócił 4 czerwca 1947 do Seefeld w austriackim Tyrolu, gdzie od 1949 był redaktorem „Tiroler Tageszeitung”. W 1953 poślubił Stephanie, wdowę po byłym austriackim sekretarzu stanu Theodorze Znidaricu (1905–1946). Wraz z żoną i jej trojgiem dzieci przeprowadził się do Innsbrucka we francuskiej strefie okupacyjnej Austrii, gdzie zmarł na atak serca 24 lutego 1955.